# Sfântul Dominic

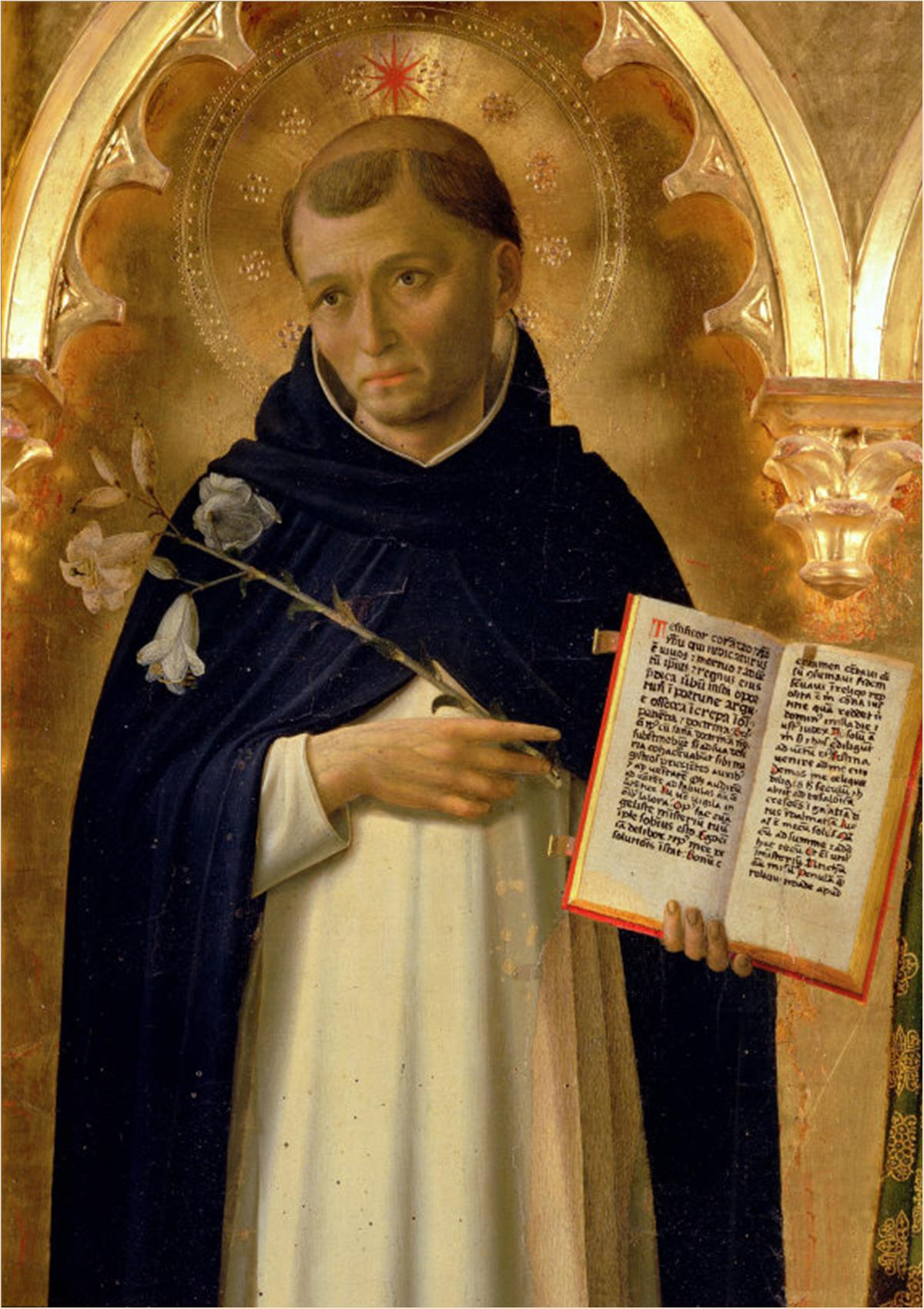
Sfântul Dominic, pictură de Fra Angelico (1437)

Sfântul Dominic (în spaniolă Santo Domingo), (n. 8 august 1170, Caleruega, regatul Castiliei – d. 6 august 1221, Bologna) a fost un călugăr spaniol, fondatorul ordinului dominican. Dominic este considerat sfântul ocrotitor al astronomilor.
În data de 13 iulie 1234 a fost canonizat în catedrala din Rieti de papa Grigore al IX-lea.

## Varia
Orașul Santo Domingo, capitala Republicii Dominicane, îi poartă numele.